# Panhard & Levassor 16CV e 18CV
Con le sigle 16CV e 18CV, applicate alla produzione della Casa automobilistica francese Panhard & Levassor, si intendono due famiglie di autovetture di lusso presenti nei listini Panhard & Levassor dal 1899 al 1931.

## Storia e profilo
Queste due famiglie di autovetture, unite alla famiglia 15CV, costituivano la fascia di vetture di classe alta della Panhard & Levassor. La loro storia ricopre oltre un trentennio, durante il quale vi furono diverse evoluzioni ed aggiornamenti tali da renderle strettamente collegate fra loro, specialmente nei primissimi anni del XX secolo, quando vi fu il passaggio dai 16 ai 18 cavalli fiscali, e nel 1914, a guerra già scoppiata, quando dai 18 CV fiscali si tornò definitivamente a 16 CV.

### I primi anni e le prime vetture da 16 CV fiscali
Il debutto della casa di avenue d'Ivry in questo segmento di mercato avvenne con i modelli da 16 CV fiscali, che vennero prodotti per pochi anni, non tanto perché la Panhard & Levassor avesse voluto toglierli presto di listino, quanto per il sopraggiungere di alcune novità di tipo tecnico che mutarono le caratteristiche di questi modelli, i quali rimasero comunque a listino, sebbene in altre fasce di mercato. Per meglio comprendere tali eventi è opportuno andare avanti con la storia di questi modelli.
Il primo modello da 16 CV fiscali venne introdotto nel luglio del 1899 e non recò alcuna sigla particolare, venne cioè denominata semplicemente 16CV. La vettura montava un motore Phoenix prodotto su licenza della Daimler e caratterizzato da una cilindrata di 4387 cm3. Di fatto, non fu una vera vettura di serie, in quanto venne principalmente impiegata nelle competizioni. Già una vettura stradale con queste caratteristiche rimaneva all'epoca prerogativa di pochissimi, se poi contiamo che si trattava di una vettura da competizione, si capisce che venne indirizzata solo a un'élite ristrettissima di persone. E difatti, in quegli ultimi mesi del 1899 ne venne prodotto solo un esemplare, che divennero otto nel corso dell'anno successivo. A partire dal gennaio del 1901, invece, queste vetture subirono alcune rivisitazioni tecniche che interessarono principalmente la rapportatura del cambio e che di fatto andarono a spostare la 16CV fino a quel momento costruita nella fascia della vetture da 20 CV fiscali. Tale rivisitazione nacque dall'esigenza di fare di questo modello una vettura prodotta realmente in serie, sebbene si trattasse comunque di una piccola serie, se vista con gli occhi di oggigiorno. Di fatto questo modello entrò regolarmente nel listino Panhard & Levassor, ma uscì dalla famiglia delle vetture da 16 CV fiscali.
La fascia delle vetture da 16 CV non rimase comunque senza modelli che la rappresentassero: infatti, sempre nel 1901 venne introdotta la Type E 16 CV, da non confondere con la Type E 10CV che sarebbe entrata in listino l'anno seguente. Questo nuovo modello montava un motore Centaure da 4072 cm3 ed era equipaggiato con un cambio manuale a 4 marce. La sua produzione cominciò già nel gennaio del 1901 e si protrasse fino al settembre del 1904. Durante l'ultimo anno e mezzo di carriera, alla Type E venne affiancata la Type F 16 CV (disponibile anche in versione da 20 CV fiscali e con motore da 5,3 litri). Rispetto al modello già presente dal 1901, la Type F 16 CV si distingueva fondamentalmente per il nuovo cambio KC in luogo dell'unità KB della Type E. In totale la produzione di questi due modelli ammontò a 153 esemplari, di cui solo tre di Type F. Questi furono anche gli unici due modelli stradali appartenenti alla fascia dei 16 CV fiscali, ma non rivestirono sempre questo ruolo nella gamma Panhard & Levassor.

### L'arrivo delle vetture da 18 CV fiscali
Infatti, a partire dal 1904 la Type E e la Type F subirono altre rivisitazioni inerenti alle rapportature dei due tipi di cambio che montavano, passando così da 16 a 18 CV fiscali. In particolare, se nel cambio KB della Type E le rivisitazioni furono di minore entità, nel caso della Type F venne montata una vera e propria evoluzione del cambio precedente, che fu disponibile sia a 3 che a 4 marce. In questa loro nuova versione, i due modelli vennero prodotti rispettivamente in 24 e 14 esemplari.
La Type E e la Type F vennero sostituite in toto da un unico nuovo modello, la Type J 18CV, che fu in pratica una sintesi delle prime due in quanto consentiva al cliente di scegliere fra i due cambi da montare (KB oppure KC a 4 marce), ma che come vera novità introdusse il nuovo motore Centaure allégé, sempre da 4072 cm3 di cilindrata. La sua produzione si protrasse fino al 1907 ed alla fine ammontò a 471 esemplari.
Alla Type J seguì la Type U2 18CV, che già dall'inizio del 1907 venne proposta anche in versione da 15 CV fiscali. Questo nuovo modello montava una versione rivisitata del precedente motore d 4,1 litri: tale rivisitazione prevedeva fra l'altro un leggero innalzamento del regime di rotazione in modo da aumentare il rendimento effettivo del motore. Non solo, ma la vettura venne dotata di un nuovo cambio manuale a 4 marce. La produzione della Type U2 18CV durò oltre quattro anni e cessò di fatto nell'ottobre del 1911. Ne vennero prodotti fra l'altro 856 esemplari, un buon numero se rapportato al mercato automobilistico dell'epoca.
Già dal giugno del 1908, però, alla Type U2 18CV venne affiancata la Type X1, che si differenziò dalla Type U2, oltre che per l'ennesima nuova variante di cambio a 4 marce, anche e soprattutto per la trasmissione a giunto cardanico, in contrapposizione alla trasmissione a catena utilizzata invece in tutti gli altri modelli prodotti in precedenza. 
Fra il 1910 e il 1913 la sottogamma di modelli da 18 CV si ampliò ulteriormente arrivando a comprendere altri due modelli: nel febbraio del 1910, infatti, venne immessa in listino anche la Type U6, che si differenziò dalla Type U2 solo per alcuni dettagli, mentre nel gennaio del 1911  vi fu un'altra novità, rappresentata dalla Type X8. Questo modello, dotato anch'esso di trasmissione a giunto cardanico, si differenziò dagli altri principalmente per il motore da 3603 cm3, quindi meno prestante rispetto al già noto motore da 4,1 litri, ma più prestigioso in quanto il frazionamento era a 6 cilindri. Sempre durante il 1911, e precisamente nel mese di ottobre, si ebbe poi il pensionamento della Type U2.
Dopo tali evoluzioni il 1912 si aprì per la casa di avenue d'Ivry con tre modelli a rappresentare il segmento delle vetture da 18 CV fiscali. Per la Type U6 furono gli ultimi mesi di carriera commerciale, visto che in ottobre scomparve dal listino con 105 esemplari prodotti. La stessa cosa dicasi della Type X8, che negli ultimi mesi di carriera commerciale venne rivisitata in alcuni dettagli evolvendo quindi nel modello Type X15, che però non venne prodotto che in una manciata di esemplari. Anche la Type X1 venne analogamente rivisitata cambiando denominazione in Type X12, ma questa proseguì la sua carriera commerciale fino al mese di settembre del 1913. La Type X12 fu di fatto l'ultima Panhard & Levassor da 18 CV fiscali.

### Il ritorno dei modelli da 16 CV fiscali e l'arrivo dei motori Knight

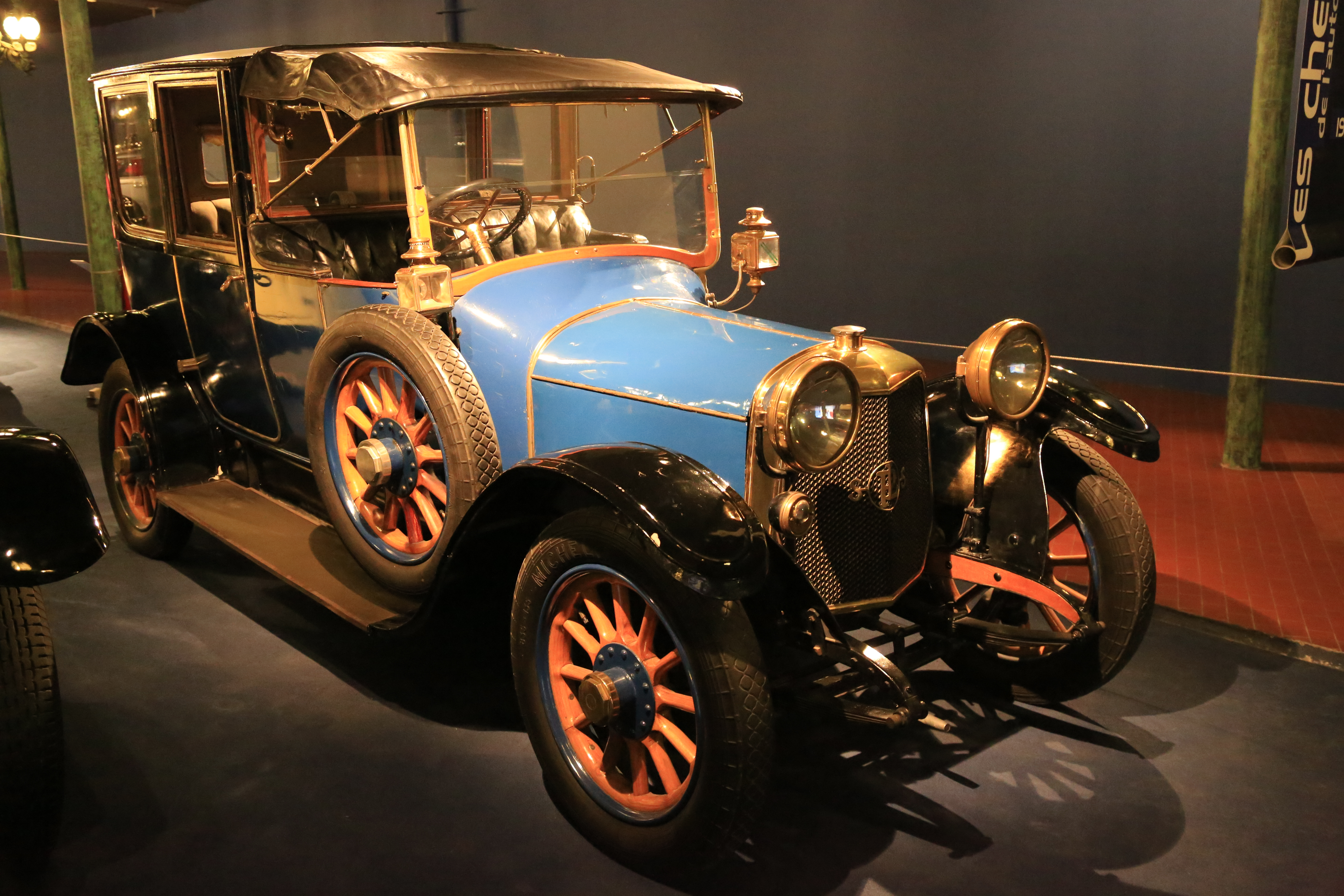
Una Panhard & Levassor Type X26, primo modello da 16 CV dopo un'assenza di undici anni dal listino della casa francese

Nel periodo compreso fra l'autunno del 1913 e la fine del 1914 non vi furono più modelli da 16 o 18 CV fiscali. Fu solo nel dicembre del 1914, che la casa di avenue d'Ivry lanciò il suo nuovo modello da 16 CV, nuovo capostipite di una famiglia di modelli che sarebbe stata prodotta fino al 1931. Questo nuovo modello prese il nome di Type X26. Come per quasi tutti i modelli della gamma Panhard & Levassor dei primi anni '10 del secolo scorso, anche per la gamma da 16 CV fiscali arrivò il momento di convertirsi ai motori Knight, che già avevano fatto il loro debutto alla Panhard & Levassor nel corso del 1910. Il motore della Type X26 aveva una cilindrata di 3175 cm3 e come tutti i motori Knight aveva la distribuzione con valvole a fodero. Altra novità meccanica fu la trasmissione a giunto elastico in luogo di quella a giunto cardanico. La carriera commerciale della Type X26, però, non conobbe un vero avvio che a partire dal 1915, quando la prima guerra mondiale era già in atto da qualche mese ormai. È pur vero che nonostante tale nefasto evento, la Type X26 riuscì comunque a vendersi assai bene, ma è altrettanto vero che in assenza di tale conflitto avrebbe potuto raggiungere risultati addirittura migliori dei già brillanti 3.613 esemplari prodotti fra la fine del 1914 e la fine de 1921. Di fatto, la Type X26 fu il modello più venduto della casa parigina, sia durante la Prima Guerra Mondiale, sia nel triennio immediatamente successivo. Molti degli esemplari prodotti durante la guerra furono destinati a personalità di spicco delle forze armate francesi e non solo, visto che due esemplari finirono all'ambasciata americana a Parigi. Dalla Type X26 derivò poi la Type X28, che differì dal modello originario praticamente solo per un diverso rapporto al ponte. Tuttavia questo modello non entrò mai in listino e la sua produzione rimase limitata ai soli due prototipi sperimentali.

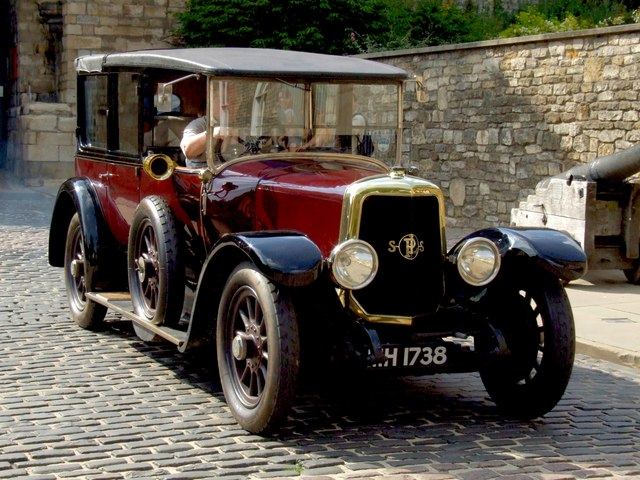
Una Type X46, ultimo modello da 16 CV fiscali con motore a 4 cilindri

Furono invece del 1921 le novità più interessanti: nel mese di febbraio, vale a dire dieci mesi prima del pensionamento della Type X26, venne lanciata la Type X33, commercialmente nota come Type Spécial, una vettura da 16 CV nata su di un telaio ribassato e a passo corto, pensata per un utilizzo più sportiveggiante. Il motore era lo stesso, della Type X26, ma rivisitato in maniera tale da aumentarne la potenza massima fino ad una quarantina di CV, mentre le 16 CV normali erogavano 37 CV. Accreditata di una velocità di punta pari a 115 km/h, la Type X33 fu concepita per essere abbinata a carrozzerie snelle e dinamiche, come la berlina a due o quattro posti, oppure la torpedo. La sua produzione durò circa un anno o poco più, durante il quale venne prodotta in 72 esemplari: il suo prezzo era molto elevato (circa 9.000 franchi in più rispetto alla Type X26), da cui la sua diffusione limitata. Fu invece del mese di ottobre del 1921 il lancio della Type X36, evoluzione della Type X26, da cui differì sostanzialmente per un nuovo telaio separato a longheroni e traverse, stavolta di forma trapezoidale, sullo schema di quello utilizzato per i contemporanei modelli da 12 CV fiscali. Questo modello uscì di produzione nell'ottobre del 1923 e venne sostituito all'inizio dell'anno seguente dalla Type X40, caratterizzata da un telaio a passo maggiorato per poter ospitare carrozzeria più grandi e spaziose, ma anche dalla presenza di un più efficiente impianto frenante, stavolta esteso anche alle ruote anteriori. Un'ulteriore evoluzione avutasi sempre nel corso del 1924 portò alla nascita della Type X46, con motore della Type X33, passo ancora più lungo e avviamento tramite una dinamo posta all'uscita dell'albero a gomiti. Complessivamente furono 7.138 gli esemplari prodotti di questi ultimi tre modelli (Type X26, X36 e X46) fra l'ottobre del 1921 e lo stesso mese del 1928.
Nel frattempo, la famiglia delle vetture da 16 CV fiscali tornò ad infoltirsi con l'arrivo della Type X57, versione con motore a 6 cilindri e con cilindrata di 3445 cm3. Lanciata nell'ottobre del 1926, la 16CV Six (questa la denominazione commerciale del modello) sancì il ritorno alla trasmissione tramite giunto cardanico e fu l'ultima Panhard & Levassor da 16 CV fiscali, essendo stata prodotta fino al 1931. A partire dal mese di maggio del 1928, la Type X57 venne proposta anche con telaio a passo lungo. In questo modo, la versione a passo corto si trovò a raccogliere l'eredità della Type X46 che di lì a pochi mesi sarebbe uscita di listino. Dal 1929 al 1931, le Panhard & Levassor da 16 CV fiscali furono dunque solo due ed entrambe a 6 cilindri. La loro produzione terminò alla fine del 1931 e verranno sostituite dalla 6DS con motore da 3,5 litri.

### Tabella riepilogativa
Di seguito vengono riepilogate le caratteristiche relative ai modelli da 12 CV fiscali prodotti dalla Panhard & Levassor nel corso degli anni:
| Panhard & Levassor 16CV e 18CV (1899-31)                      |        |            |                  |                                |                    |                    |
| Modello                                                       | Motore | Cilindrata | Trasmissione     | Cambio/ N° rapporti            | Anni di produzione | Esemplari prodotti |
| Modelli da 16 CV fiscali con motori dotati di valvole a fungo |        |            |                  |                                |                    |                    |
| 16CV                                                          | M4I    | 4387       | Catena           | Manuale a 4 marce              | 07/1899-12/1900    | 8                  |
| Type E                                                        | O4F    | 4072       | Catena           | Type KB Manuale a 4 marce      | 01/1901-12/1903    | 150                |
| Type F                                                        | O4F    | 4072       | Catena           | Type KC2 Manuale a 3 o 4 marce | 04/1903-12/1903    | 3                  |
| Modelli da 18 CV fiscali con motori dotati di valvole a fungo |        |            |                  |                                |                    |                    |
| Type E                                                        | O4F    | 4072       | Catena           | Type KB Manuale a 4 marce      | 01/1904-09/1904    | 24                 |
| Type F                                                        | O4F    | 4072       | Catena           | Type KC2 Manuale a 3 o 4 marce | 01/1904-09/1904    | 14                 |
| Type J                                                        | S4F    | 4072       | Catena           | Type KC o KB Manuali a 4 marce | 09/1904-09/1907    | 471                |
| Type U2                                                       | T4F    | 4072       | Catena           | Type KM a Manuale 4 marce      | 01/1907-10/1911    | 856                |
| Type X1                                                       | T4F    | 4072       | Giunto cardanico | Type JB Manuale a 4 marce      | 06/1908-09/1913    | 754                |
| Type X12                                                      | T4F    | 4072       | Giunto cardanico | Manuale a 4 marce              | 06/1908-09/1913    | 754                |
| Type U6                                                       | T4F    | 4072       | Catena           | Manuale a 4 marce              | 02/1910-10/1912    | 107                |
| Type X8                                                       | U6E    | 3603       | Giunto cardanico | Manuale a 4 marce              | 01/1911-12/1912    | 125                |
| Type X15                                                      | U6E    | 3603       | Giunto cardanico | Manuale a 4 marce              | 01/1911-12/1912    | 125                |
| Modelli da 16 CV fiscali con motori Knight (valvole a fodero) |        |            |                  |                                |                    |                    |
| Type X26                                                      | SK4E2  | 3175       | Giunto elastico  | Manuale a 4 marce              | 12/1914-12/1921    | 3.613              |
| Type X36                                                      | SK4E2  | 3175       | Giunto elastico  | Manuale a 4 marce              | 10/1921-10/1923    | 1.717              |
| Type Spécial (Type X33)                                       | SK4E3  | 3175       | Giunto elastico  | Manuale a 4 marce              | 02/1921-1922       | 72                 |
| Type X40                                                      | SK4E2  | 3175       | Giunto elastico  | Manuale a 4 marce              | 01/1924-10/1928    | 1.808              |
| Type X46                                                      | SK4E3  | 3175       | Giunto elastico  | Manuale a 4 marce              | 01/1924-10/1928    | 1.808              |
| Type 16CV Six (Type X57)                                      | SK6D   | 3445       | Giunto cardanico | Manuale a 4 marce              | 10/1926-12/1931    | 657                |